# Kevin Stevenson
Kevin Stevenson (* 28. April 1967) ist ein ehemaliger US-amerikanischer Basketballspieler.

## Werdegang
Stevenson spielte in seinem Heimatland am Santa Barbara City College in Kalifornien, 1987 wechselte er innerhalb des Bundesstaates an die Fresno State University. Deren Mannschaft gehörte der 1,88 Meter große Aufbau- und Flügelspieler bis 1989 an und erzielte in 40 Einsätzen für Fresno im Durchschnitt 8,4 Punkte je Begegnung.
In der Saison 1990/91 stand Stevenson beim deutschen Bundesligisten Godesberger TV unter Vertrag und brachte es in 34 Spielen auf einen Mittelwert von 23 Punkten. Der US-Amerikaner ließ in dieser Spielzeit unter anderem mit 45 Punkten (davon 16 in den letzten zweieinhalb Minuten) in einer Partie gegen Ulm aufhorchen. Allerdings musste Stevenson mit dem GTV den Bundesliga-Abstieg hinnehmen. Er verließ die Mannschaft bereits zwei Spieltage vor dem Ende der Saison 1990/91.
Mitte Januar 1993 holte die Nachfolgemannschaft des Godesberger TV, die BG Bonn 92, den US-Amerikaner zurück, um mit Stevensons Hilfe in der 2. Bundesliga noch den Sprung in die Aufstiegsrunde zur Bundesliga zu erreichen, was nicht gelang. Stevenson bestritt zehn Zweitligaspiele für die BG und erreichte einen Mittelwert von 21 Punkten.
Von 1993 bis 1995 spielte er in seinem Heimatland für die Mannschaft Tri-City Chinook in der Liga CBA. Der deutsche Bundesligist SG Braunschweig verpflichtete den US-Amerikaner Ende Oktober 1995.